# 中华鸟蛤
是帘蛤目鸟尾蛤科棘刺鸟蛤属的一种。主要分布于印度尼西亚、中国大陆、台湾，常栖息在水深12－36米。